# Way of the Dragon

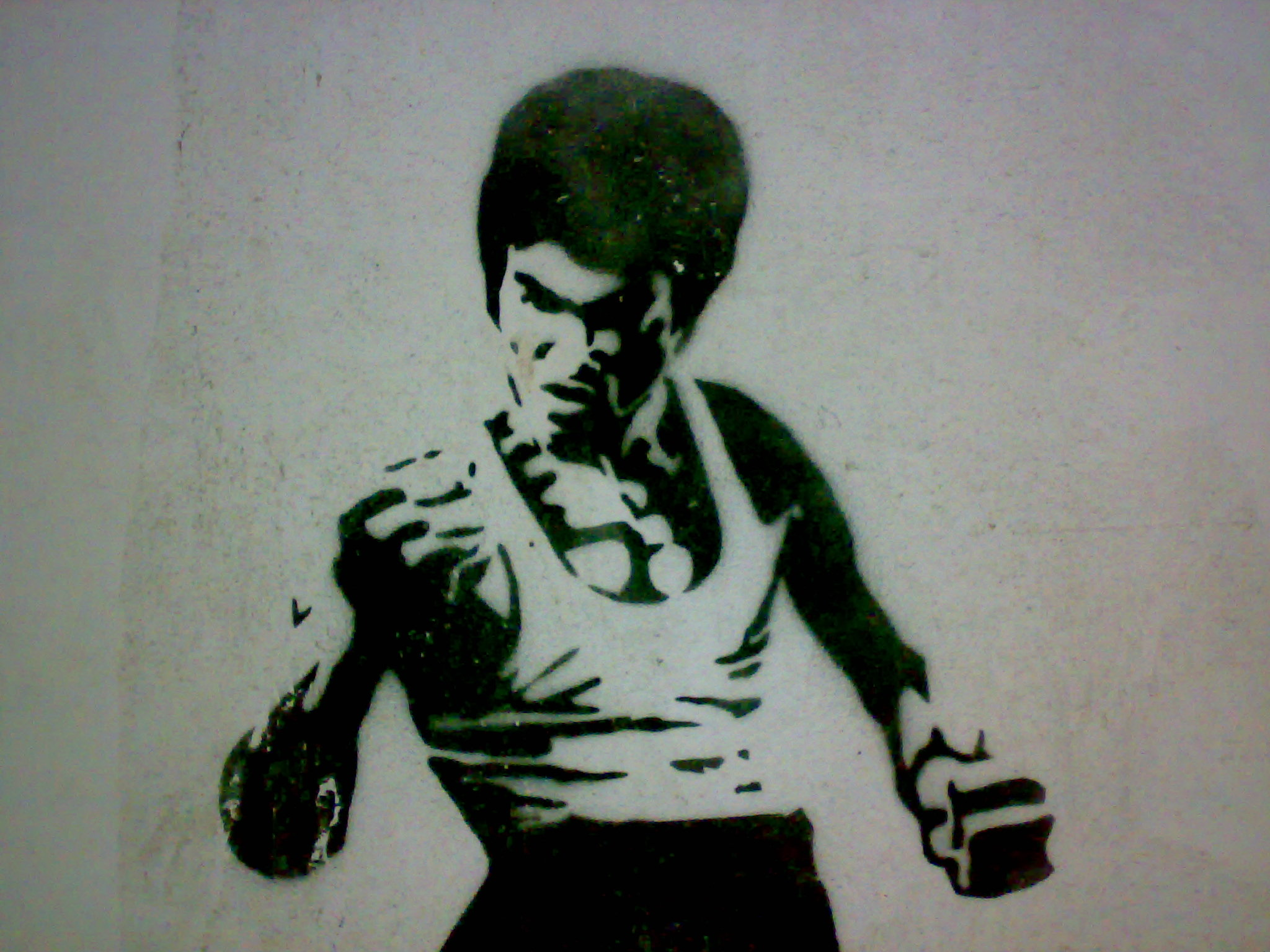

Way of the Dragon är en Hongkongfilm från 1972 med Bruce Lee som även skrev och regisserade filmen. I filmen medverkar även Chuck Norris.

Concord Production Inc.